# Meervoudige binding

De structuur van de vijfvoudige binding [CrC_{6}H_{3}-2,6-(C_{6}H_{3}-2,6-(CHMe_{2})_{2})_{2}]_{2}

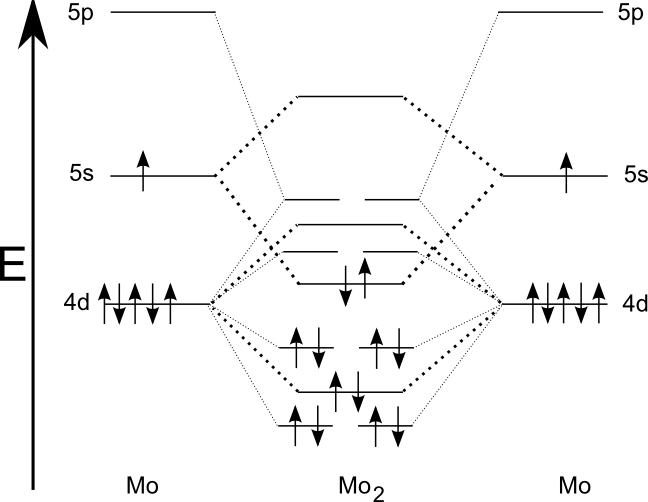
De structuur van een zesvoudige binding bij dimolybdeen

Een meervoudige binding is in de scheikunde een  covalente binding, waarbij de twee atomen niet door één elektronenpaar maar door meer dan één elektronenparen met elkaar verbonden zijn.
Er zijn de volgende meervoudige bindingen mogelijk:
- Dubbele binding
- Drievoudige binding
- Viervoudige binding
- Vijfvoudige binding
- Zesvoudige binding